# Юльманн, Мортен
Мо́ртен Блом Дуэ Ю́льманн (дат. Morten Blom Due Hjulmand; род. 25 июня 1999, Каструп, Копенгаген) — датский футболист, полузащитник клуба «Спортинг» и сборной Дании.

## Клубная карьера
Юльманн — воспитанник клуба «Копенгаген». В 2018 году Мортен подписал контракт с австрийским клубом «Адмира Ваккер Мёдлинг». 29 июля в матче против венского «Рапида» он дебютировал в австрийской Бундеслиге. 19 октября 2019 года поединке против «Райндорф Альтах» Мортен забил свой первый гол за «Адмира Ваккер Мёдлинг». В начале 2021 года Юльманн перешёл в итальянский «Лечче», подписав контракт на 4 года. В матче против «Эмполи» он дебютировал в итальянской Серии B.
13 августа 2023 года португальский клуб «Спортинг» объявил о подписании контракта с футболистом на пять лет.

## Международная карьера
В 2021 году Юльманн в составе молодёжной сборной Дании принял участие в молодёжном чемпионате Европы в Венгрии и Словении. На турнире он сыграл в матчах против Франции, Исландии и России.

## Достижения
«Спортинг»
- Чемпион Португалии (2): 2023/24, 2024/25

## Статистика

### Матчи Юльманна за сборную Дании
| Матчи Юльманна за сборную Дании | Матчи Юльманна за сборную Дании | Матчи Юльманна за сборную Дании | Матчи Юльманна за сборную Дании | Матчи Юльманна за сборную Дании | Матчи Юльманна за сборную Дании |
| ------------------------------- | ------------------------------- | ------------------------------- | ------------------------------- | ------------------------------- | ------------------------------- |
| №                               | Дата                            | Соперник                        | Счёт                            | Голы Юльманна                   | Соревнование                    |
| 1                               | 7 сентября 2023                 | Сан-Марино                      | 4:0                             | —                               | Чемпионат Европы 2024 (отбор)   |
| 2                               | 17 ноября 2023                  | Словения                        | 2:1                             | —                               | Чемпионат Европы 2024 (отбор)   |
| 3                               | 20 ноября 2023                  | Северная Ирландия               | 0:2                             | —                               | Чемпионат Европы 2024 (отбор)   |
| 4                               | 23 марта 2024                   | Швейцария                       | 0:0                             | —                               | Товарищеский матч               |
| 5                               | 26 марта 2024                   | Фарерские острова               | 2:0                             | —                               | Товарищеский матч               |
| 6                               | 5 июня 2024                     | Швеция                          | 2:1                             | —                               | Товарищеский матч               |
| 7                               | 8 июня 2024                     | Норвегия                        | 3:1                             | —                               | Товарищеский матч               |

Итого: 7 матчей / 0 голов; 5 побед, 1 ничья, 1 поражение.